# Paul Schmeck
Paul Schmeck (* 10. März 1894 in Solingen; † 11. Dezember 1976) war ein deutscher Politiker der CDU.

## Ausbildung und Beruf
Paul Schmeck besuchte die Volksschule und machte eine Ausbildung zum Verwaltungsangestellten. Er war von 1911 bis Oktober 1926 Mitglied der christlichen Gewerkschaftsbewegung. Bis 1933 fungierte er als Vorsitzender des Christlich-sozialen-Volksdienstes in Solingen.

## Politik
Paul Schmeck war Mitbegründer der CDU Solingen und ihr Kreisvorsitzender. Ab 1967 war er der Ehrenvorsitzende der CDU Solingen und bis 1967 Mitglied des Landesvorstandes der CDU Rheinland und der Sozialausschüsse Rheinland. Von 1946 bis 1969 wirkte er als Mitglied des Rates der Stadt Solingen und von 1950 bis 1952 fungierte er in Solingen als Bürgermeister.
Paul Schmeck war vom 29. März 1965 bis zum 23. Juli 1966 und vom 28. Oktober 1969 bis zum 25. Juli 1970 Mitglied des 5. und 6. Landtages von Nordrhein-Westfalen, in den er jeweils nachrückte.

## Ehrungen
Schmeck wurde 1968 mit dem Verdienstkreuz 1. Klasse der Bundesrepublik Deutschland ausgezeichnet. 1971 erhielt er den Ehrenring der Stadt Solingen.